# Politique industrielle de la France
La politique industrielle de la France désigne l'ensemble des politiques publiques françaises liées à l'industrie (politique industrielle), ainsi que l'ensemble des stratégies mises en place par la France pour soutenir et développer son industrie.

## Histoire

### Ancien Régime
Le début de la politique industrielle française est souvent attribuée à Jean-Baptiste Colbert, ministre de Louis XIV. Au XVIIe siècle, inspiré par les thèses mercantilistes, il lance un programme de développement des manufactures royales. Celles-ci servent notamment à l'industrie textile, qui est la plus importante à l'époque. Il crée ainsi la manufacture des Gobelins, la manufacture de glaces ou encore celle de Vincennes.
Sa politique industrielle passe également par un renforcement de la réglementation publique sur les produits de l'industrie, qui vise à créer les conditions d'une concurrence saine en France, ainsi qu'à promouvoir la qualité des fabrications et de protéger le marché national, tout en stimulant l'exportation.
Colbert lance une grande politique de construction de navires afin de rattraper le retard pris sur l'Angleterre. À la mort de Colbert, la France a 186 navires et le tonnage de sa flotte de guerre est de 130 000 tonneaux, alors que l'Angleterre ne dispose que de 174 navires et un équivalent de 101 000 tonneaux.
Le colbertisme n'est toutefois pas une réussite claire, car son objectif d'équilibre des finances publiques n'est pas tenu (notamment à cause des guerres du roi et de la construction du château de Versailles), et du départ de la France de 200 000 protestants à la suite de la révocation de l'Édit de Nantes, qui fait ainsi fuir une partie de l'élite commerciale française.
Nonobstant cela, le corps de l'inspection des manufactures, créé par Colbert en 1699, lui survit. Décisive dans la politique industrielle du XVIIIe siècle, ces inspecteurs luttent contre les infractions aux règlements industriels, et véhiculent une idéologie industrialiste. Ils promeuvent la multiplication des manufactures grâce à des incitations financières publiques. Ils font écrire des manuels spécialisés, et font même installer en France des ingénieurs étrangers.
Au XVIIIe siècle, l'intendance du Commerce est marquée par un débat entre les hauts fonctionnaires partisans d'un État développeur, qui intervient directement dans l'industrie française, et d'un État régulateur, qui téléguide, depuis l'arrière, à travers des outils de réglementation notamment.

### Premier Empire
Napoléon Bonaparte rétablit en 1802 les chambres de commerce, qui avaient été supprimées en 1791. Le ministère du Commerce est créé en 1811 afin de soutenir l'industrie française.
L'empereur donne audience aux industriels du sucre et décide de donner des territoires à cette industrie naissante afin de la développer. Dans son livre Système national d'économie politique de 1841, l'économiste Friedrich List porte un jugement très positif sur l'action industrielle de Bonaparte, écrivant que « ce que Napoléon a fait pour consolider ou développer l'éducation industrielle de la France, pour y ranimer le crédit, pour y introduire et y mettre en œuvre les découvertes nouvelles et les perfectionnements, pour y améliorer enfin les voies de transport, est trop connu pour qu'il soit nécessaire de le retracer ».

### Restauration
La Restauration marque une étape importante du développement industriel de la France du fait d'une politique de développement d'infrastructures. Cela passe par les premiers plans liés aux chemins de fer. L'homme politique et économiste Michel Chevalier écrit en 1832, dans son ouvrage Politique industrielle, que le caractère centralisé de l'État français rendait plus facile la « communi[cation de] l'impulsion [politique] du centre jusqu'à l’extrême circonférence ».
La politique industrielle française fait cependant l'objet de débats entre économistes. Certains la considèrent « imbue des préjugés du système mercantile ».

### IIIeRépublique
Sous la IIIe République, la France est l'une des trois puissances industrielles du monde. Elle investit dans l'industrie, aidée en cela par un réseau d'infrastructures déjà développé. Jules Ferry soutient la politique coloniale en la disant « fille de la politique industrielle ».
La Première Guerre mondiale désorganise les réseaux de communication français et les lignes interurbaines existantes. Une loi est votée en 1923 afin de donner à l'administration des PTT les moyens de définir une politique industrielle de redressement et de modernisation.
La politique industrielle de l'armement est maintenue dans l'entre-deux-guerres.

### IVeRépublique
L'historien Pierre Maillet écrit que « c'est après la guerre que s'est progressivement dégagée la conviction qu'une industrialisation plus poussée du pays était nécessaire, tant pour permettre une croissance économique que pour maintenir à la France une certaine place dans le monde ».
De 1945 à 1958, la politique industrielle française est globale et sélective. Sa globalité tient à ses politiques d'investissement, notamment dans les infrastructures. Sa sélectivité tient au rôle joué par le commissariat général du Plan, qui cible stratégiquement plusieurs secteurs de l'économie à développer. La politique industrielle passe par l'orientation de l'industrie à l'aide de marchés publics, par l'intermédiaire de grands projets. L’État prend en charge une partie des dépenses de recherche et de développement que les entreprises ne pourraient assumer seules.
Une politique industrielle à l'égard de l'industrie de l'armement est mise en place, et ne sera plus remise en cause par la suite.

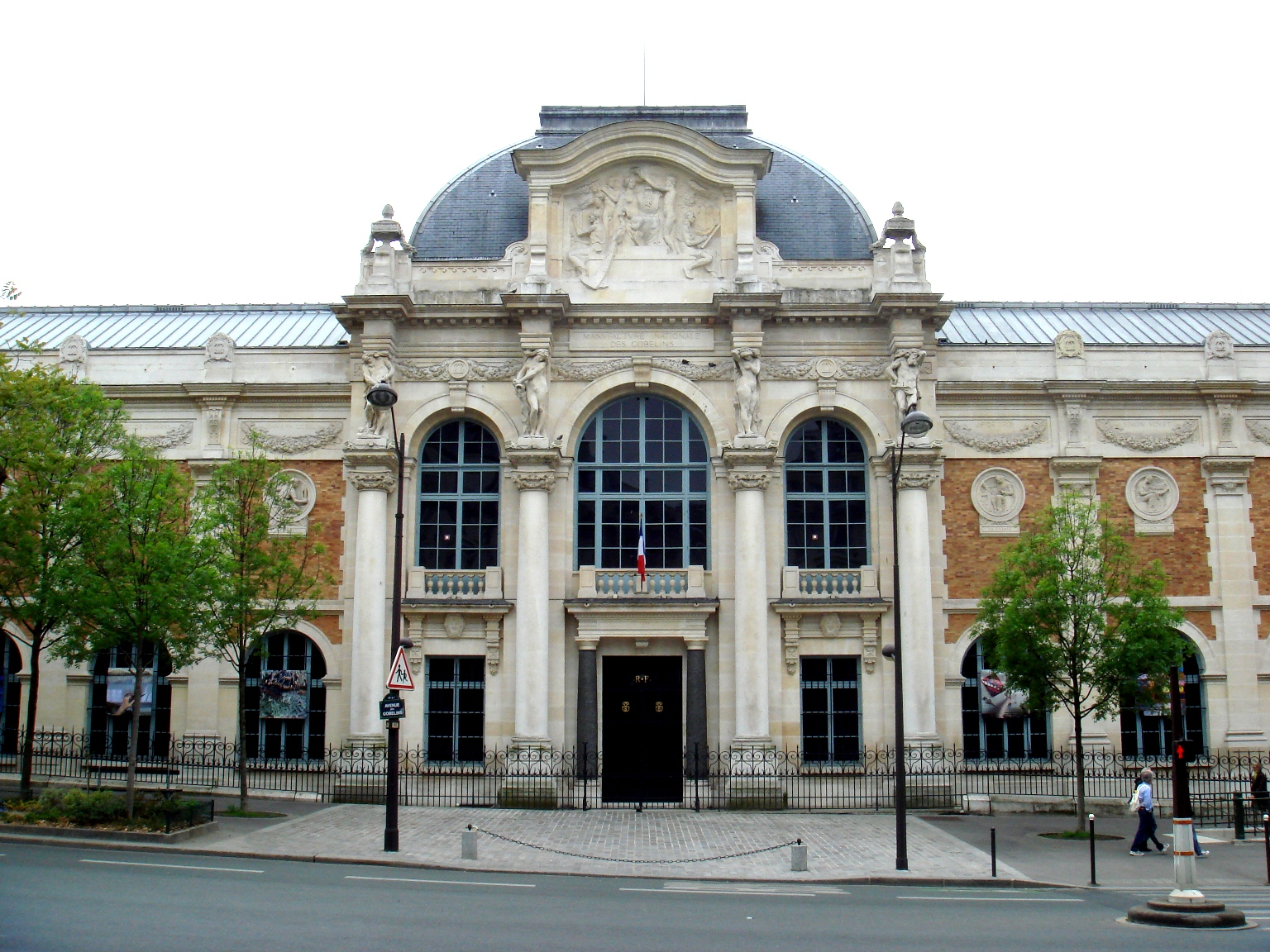
La manufacture des Gobelins est créée au XVIIe siècle.

### VeRépublique

#### Présidence de Charles de Gaulle(1958-1969)
Charles de Gaulle est élu alors que la reconstruction industrielle française d'après-guerre vient de s'achever. Le système économique français s'ouvre au marché commun en 1958, ce qui l'incite à se spécialiser.
Le président de Gaulle subordonne la politique industrielle française à une préoccupation d'indépendance, de prestige et de puissance. La politique de l'impératif industriel vise à doter la France de grandes entreprises internationales, des champions nationaux qui puissent rivaliser à l'étranger. Pechiney, Ugine et Kuhlmann fusionnent afin de créer un géant de la chimie ; idem avec Saint-Gobain et Pont-à-Mousson.
Pressentant que l'informatique et la gestion de l'information seront des industries d'avenir, le général charge en 1966 son Premier ministre Georges Pompidou de lancer le plan Calcul. Il vise à assurer l'autonomie du pays dans les technologies de l'information et de la communication.
La tentative de son gouvernement d'inciter à la création d'une politique industrielle européenne au sein de la Communauté européenne se solde par un échec du fait des divergences entre les États membres.

#### Présidence de Georges Pompidou(1969-1974)
La politique industrielle gaullienne est prolongée sous la férule de Georges Pompidou. L’État mobilise les commandes publiques et stimule la demande, il octroie des subventions de développement sectoriels (via le (Fonds de développement économique et social), il investit pour l'aménagement du territoire. Cette politique se base sur les grandes entreprises publiques comme Elf Aquitaine, EDF, Charbonnages de France, etc,.
Les difficultés rencontrées par ce modèle, avec la crise sidérurgique et la crise des chantiers navals, conduit Pompidou à confier à Jacques Chaban-Delmas la mission de moderniser l'industrie française en introduisant plus de concurrence. À la suite du rapport de Simon Nora en 1967, les grandes entreprises publiques se voient accorder une plus grande autonomie de gestion.
La politique industrielle de Pompidou vise à la création de grands champions nationaux capables de conquérir les marchés étrangers. Contrairement à de Gaulle, il décide d'allier certains partenaires européens à cette politique pour la renforcer. Le projet Concorde, le site nucléaire du Tricastin, Airbus et Ariane sont lancés à cette époque avec les anglais et les partenaires européens. Certains projets sont des échecs, notamment dans le domaine informatique. Le projet Unidata ne donne aucun résultat positif, et le projet de fusion avec Siemens est un échec.

#### Présidence de Valéry Giscard d'Estaing(1974-1981)
Le président Valéry Giscard d'Estaing met en place une politique de redéploiement industriel afin de faire face au début de la crise économique due au choc pétrolier. Ce choc met en lumière les fragilités du tissu entrepreneurial français. En 1982, un ouvrage appelé Une Politique industrielle pour la France, publié par La Documentation française, analyse la période des Trente Glorieuses en écrivant que « le miracle industriel français de l'après-guerre ne s'est pas dissous dans la crise ; mais ses bases économiques, sociologiques, culturelles et politiques restent d'une certaine fragilité ».
Afin d'armer industriellement la France face à la concurrence internationale, il met en place une politique d'éviction des firmes étrangères au profit des groupes nationaux dans les contrats publics, comme lorsque le ministère des PTT favorise l'entrée de Thomson dans la téléphonie publique, et contraint la firme américaine ITT et la suédoise Ericsson à céder leurs filiales françaises.
Il met fin au Plan Calcul du général de Gaulle, qui, malgré son coût important, n'avait pas donné les résultats escomptés dans la politique industrielle française.
En 1980, l'emploi salarié dans l'industrie est de cinq millions de personnes.

#### Présidence de François Mitterrand(1981-1995)
Le début de la présidence de François Mitterrand est marquée par la politique de nationalisation d'un certain nombre d'acteurs majeurs de l'industrie française afin de les consolider face à la concurrence internationale. Les socialistes considèrent qu'il convient de fortifier non pas uniquement les grandes entreprises productrices, mais plus largement, l'ensemble des acteurs économiques majeurs, dont les banques commerciales. Le pouvoir lutte contre la désindustrialisation en créant le Comité interministériel de restructuration industrielle, qui coordonne la réponse de l’État.
Jean-Pierre Chevènement prend la tête d'un ministère de la Recherche et de l'Industrie, qu'il dirige de juin 1982 à mars 1983. Il obtient une augmentation forte des crédits consacrés à l'industrie (+23 %) et à la recherche (+28 %).
En 1984, la politique industrielle française connaît un tournant avec l'abandon des stratégies dites verticales ou sectorielles, consistant à intervenir directement dans un secteur économique donné, au profit de stratégies horizontales ayant pour finalité de créer des conditions économiques favorables. Ce tournant est marqué par exemple par le choix de ne pas intervenir quand l'entreprise Creusot-Loire périt.
Avec la victoire de la droite aux élections législatives de 1986, le gouvernement entame une politique de privatisations des entreprises publiques (voir notamment les privatisations sous le gouvernement de Jacques Chirac). Le mouvement de va-et-vient entre nationalisation et privatisation témoigne d'un manque de cohérence de la politique industrielle de long terme de la France.
Les subventions publiques à l'industrie de transformation passent de 21,5 milliards de francs en 1989 à 12 milliards en 1995. Le taux de soutien à l'industrie manufacturière en pourcentage du budget a été divisé par deux. Cela est en partie dû aux privatisations, qui retirent du giron de l’État de grandes entreprises. De plus, le ministre Alain Madelin conduit à une réduction des budgets généraux de soutien à l'industrie, au nom du libéralisme économique moderne. Le ministère de l'Industrie voit son budget réduit, passant de 26,2 milliards de francs en 1984 à 25,7 milliards en 1988. Le Fonds industriel de modernisation, d'un budget de 10 milliards de francs par an, est supprimé en 1986. Les crédits dits de politique industrielle sont également réduits, passant de 1,9 milliard de francs en 1986 à 1,3 milliard l'année suivante.
Sous la deuxième cohabitation, Gérard Longuet renforce le Comité interministériel de restructuration industrielle (CIRI) qui avait été très peu utilisé jusqu'alors. Il aide notamment les papeteries de Condat et Renault, et sauve la Compagnie nationale du Rhône.

#### Présidence de Jacques Chirac(1995-2007)
En 2004, la politique du gouvernement en termes d'interventionnisme connaît une inflexion forte, avec le choix, en rupture avec les politiques horizontales des années précédentes, d'intervenir directement pour sauver Alstom.
En 2004, le gouvernement lance une politique industrielle visant à favoriser l'émergence de pôles de compétitivité rassemblant sur un même territoire des entreprises, des laboratoires de recherche et des établissements de formation sur une thématique donnée. Il crée dans ce cadre l'Agence nationale de la recherche.
En janvier 2005, Jean-Louis Beffa remet un rapport au président de la République sur la politique industrielle qui donne lieu à la création de l'Agence de l'innovation industrielle (2005-2008).

#### Présidence de Nicolas Sarkozy(2007-2012)
La crise économique mondiale des années 2008 et suivantes accélère la désindustrialisation en touchant les secteurs les plus fragiles. Entre septembre 2008 et mars 2011, les effectifs dans l'industrie baissent de 260 000.
En 2009, la désindustrialisation aboutit à ce que l'industrie française ne présente plus que 16 % de la valeur ajoutée dans son économie, contre 30 % en Allemagne. 500 000 emplois ont été perdus depuis 2000. La même année, le président Nicolas Sarkozy crée la Direction générale des entreprises, qui a la charge de gérer la politique industrielle de la France. Elle poursuit un objectif de réindustrialisation. La même année se tiennent les États généraux de l’industrie, conduits par Christian Estrosi, d’après une idée du secrétaire général de la CGT, Bernard Thibault. Le rapport qui en découle propose un état des lieux de l'industrie française, présente les enjeux de la politique industrielle française, et synthétise les propositions des acteurs économiques et sociaux[pertinence contestée].
Le « grand emprunt de 2010 » renommé Investissements d'avenir permet de lever 35 milliards d'euros, sur lesquels 7 milliards sont destinés au financement des industries aéronautiques, automobiles, navales et ferroviaires, ainsi que 11 milliards pour le numérique et le développement durable.
L'économiste Augustin Landier critique le manque de cohérence et de vision à long terme de la politique industrielle sous les présidences précédentes.

#### Présidence de François Hollande(2012-2017)
Le retour en force de la question de la politique industrielle française conduit le président François Hollande engager une réflexion industrielle avec le rapport Gallois. Il met en place le Conseil national de l’industrie et engage en 2013 le plan Nouvelle France industrielle dans lequel il définit 34 filières stratégiques pour la France. Pour marquer cette volonté, le ministère de l'Industrie est renommé ministère du Redressement productif.
Le Conseil national de l’industrie créé en 2013, est une instance consultative placée auprès du Premier ministre. Cette année-là, la part de l'industrie dans la valeur ajoutée du pays est de 13 %, et l'emploi salarié dans l'industrie est de trois millions de personnes.
Le décret Montebourg relatif à la protection des actifs stratégiques français, de 2014 met en place un droit de regard de l’État sur des opérations d'acquisition d'entreprises localisées en France à des nouveaux secteurs (eau, santé, énergie). La Banque publique d'investissement est créée dès décembre 2012. En septembre 2013, le projet Nouvelle France industrielle est lancé par le ministre du Redressement productif Arnaud de Montebourg. Il consiste en 34 plans industriels, pesant au total 20 milliards d'euros, déployés dans des domaines comme les satellites, le big data et les énergies propres.
Entre mi-2012 et 2016, le secteur industriel connaît une augmentation significative de sa valeur ajoutée (+ 4 %). Cette évolution est égale à celle de l'Allemagne sur la même période.

#### Présidence d'Emmanuel Macron(2017-…)
Afin d'enrayer la dynamique de désindustrialisation, Emmanuel Macron met en place des mesures fiscales comme la baisse de l'impôt sur les sociétés, la transformation du Crédit d'impôt pour la compétitivité et l'emploi en baisse pérenne des cotisations, la sanctuarisation du Crédit d'impôt recherche et du Crédit impôt innovation.
La présidence d'Emmanuel Macron est marquée par la pandémie de Covid-19, à laquelle son gouvernement répond par la mise en place du plan France Relance, qui contient une enveloppe destinée à la réindustrialisation et aux relocalisations.

## Pour approfondir